# Угловской сельсовет (Курганская область)
Угловской сельсовет — упразднённые административно-территориальная единица и муниципальное образование со статусом сельского поселения в составе Куртамышского района Курганской области России. 
Административный центр — село Угловое.

## История
В соответствии с Законом Курганской области от 6 июля 2004 года № 419 сельсовет наделён статусом сельского поселения.
Законом Курганской области от 25 октября 2017 года N 95, в состав Советского сельсовета были включены все три населённых пункта упразднённого Угловского сельсовета.

## Население
| 2002 | 2010 | 2012 | 2013 | 2014 | 2015 | 2016 |
| ---- | ---- | ---- | ---- | ---- | ---- | ---- |
| 448  | ↘173 | ↘162 | ↘148 | ↘133 | ↘126 | ↘120 |
| 2017 | 2018 |      |      |      |      |      |
| ↗121 | ↗124 |      |      |      |      |      |

## Состав сельского поселения
| № | Населённый пункт | Тип населённого пункта       | Население |
| - | ---------------- | ---------------------------- | --------- |
| 1 | Борок            | деревня                      | ↘70       |
| 2 | Новоникольская   | деревня                      | ↘7        |
| 3 | Угловое          | село, административный центр | ↘96       |